# Les Nanas
Pour plus de détails, voir Fiche technique et Distribution.
Les Nanas est un film français réalisée par Annick Lanoë, sorti en 1985.

## Synopsis
Christine, la quarantaine, apprend que Robert, son compagnon, a une liaison depuis plusieurs mois. La femme libérée qu'elle est ne l’accepte pas si aisément. Entourée de ses copines qui peinent à trouver l’homme de leur vie, Christine va entrer en contact avec sa rivale…

## Fiche technique
- Titre original : Les Nanas
- Titre international : Girls, Girls, Girls!
- Réalisation : Annick Lanoë, assisté de Jean-Pierre Saire
- Scénario : Annick Lanoë et Chantal Pelletier
- Dialogues : Chantal Pelletier
- Décors : Max Berto
- Costumes : Claire Fraisse
- Photographie : François Catonné
- Montage : Joële van Effenterre
- Musique : François Valéry
- Production : Lise Fayolle
- Sociétés de production : Stand'Art Production (France), FR3 3 Cinéma, AFC (Alliance film et communication, France) Sociétés de distribution : UGC (France), Alain Siritzky Productions (étranger), Pandora (étranger)
- Pays d'origine : France
- Langue originale : français
- Format : 35 mm — couleur (Fujicolor) — 1.66:1 — son stéréophonique
- Genre : comédie
- Durée : 87 minutes
- Date de sortie :  30 janvier 1985
- (fr) Classification CNC : tous publics (visa d'exploitation no 59030 délivré le 24 janvier 1985)

## Distribution
- Marie-France Pisier : Christine Fabre
- Dominique Lavanant : Évelyne
- Macha Méril : Françoise
- Anémone : Odile
- Odette Laure : Mme Fabre, la mère de Christine
- Catherine Samie : Simone Noury
- Juliette Binoche : Antoinette
- Clémentine Célarié : Éliane Clement
- Marilú Marini : Mariana
- Caroline Loeb : Adèle
- Sophie Artur : Charlotte
- Myriam Mézières : la directrice de l'agence matrimoniale
- Mathé Souverbie : la chef des rayons
- Catherine Jacob : Une cliente gym-center
- Eva Ionesco : Miss France
- Barbara Del Dol : Muriel
- Anne Turolla : preposee accueil gym-center
- Anne-Marie Jabraud : cliente pareos
- Chantal Pelletier : l'actrice
- Celine Caussimon : vendeuse d'Astroflash
- Noelle Mesny : employee de banque
- Chrystelle Labaude : Une cliente gym-center
- Viviane Blassel : une estheticienne
- Nathalie Guerin : une estheticienne
- Petronille Moss : la fleuriste
- Mimi Young : cliente pareos
- Kathie Kriegel : cliente perruque
- Anicette Benjamin : cliente gym-center
- Milly Marceau : cliente gym-center
- Sylvie Asselin
- Nicole-Lise Bernheim
- Catherine Berriane
- Louison Roblin
- Audrey Rousseau-Vicente
- Maria Verdi

## Musique du film
- 1985 : BO du film Les Nanas, 45 tours simple, label Franceval, distribution  WEA : 
  - Face A : Just A Woman (version chantée), paroles de Debbie Davis et musique de François Valéry, interprétée par Marie-France Pisier.
  - Face B : Just A Woman (version instrumentale), musique de François Valéry, orchestration et direction par Christian Cravéro.

## Production

### Casting
- La distribution est exclusivement féminine, les hommes ne sont évoqués qu'à travers les dialogues. Le seul personnage masculin à l'écran est le bébé d'Antoinette qui finalement, une fois né, s'avère être une fille.

### Tournage
- La plupart des protagonistes sont domiciliées dans le nouveau quartier de Beaugrenelle, principal lieu de prises de vues extérieures à Paris.